# Хвороба Кушинга
Хворо́ба Ку́шинга — ендокринне захворювання, пов'язане з гіперпродукцією АКТГ, що призводить до ендогенного гіперкортицизму (підвищення рівня кортизолу).
Захворювання найчастіше спостерігається у віці від 20 до 40 років, але зустрічається і в дітей та людей віком понад 50 років. Жінки хворіють у 5 разів частіше, ніж чоловіки. Захворюваність на ХІК становить приблизно 2,0-2,2 хворих на 1 млн населення на рік і значно скорочує тривалість життя. При тяжкій формі хвороби без лікування тривалість життя не перевищує 5-7 років.

## Етіологія
Свою назву хвороба та синдром отримали на честь американського нейрохірурга Гарві Кушинга, який описав та опублікував клінічний випадок з симптомами гіперпродукції АКТГ у 1912 р. у 23-річної пацієнтки Мінні Г.

Микола Іценко (російський вчений) описав хворобу в 1924 р., у зв’язку з чим, його прізвище було додано до назви хвороби Кушинга переважно в країнах, що входили до СРСР.

## Причини захворювання
Етіологія захворювання не встановлена. У жінок хвороба Кушинга частіше виникає після пологів. В анамнезі у хворих обох статей зустрічаються забої голови, струс мозку, травми черепа, енцефаліти, арахноїдити і інші ураження центральної нервової системи. Більшість кортикотропін-секретуючих аденом локалізується в передній частині гіпофіза (60 %), решта — в задній і середній її частинах. Макроаденоми гіпофзу зустрічаються тільки у 10 % хворих, найбільш характерні мікроаденоми (90 %). Іноді при хворобі Кушинга пухлина при морфологічному дослідженні не визначається — тільки гіперплазія базофільних клітин гіпофізу.

## Механізми виникнення і розвитку захворювання
Патогенетичною основою хвороби Кушинга є зміна в механізмі контролю секреції адренокортикотропного гормону. Порушується механізм регуляції функції гіпоталамо-гіпофізарно-наднирникової вісі, перестає діяти принцип «зворотнього зв'язку» — підвищення рівня кортизолу не призводить до зниження синтезу кортикотропіну в гіпофізі. Втрата контролю секреції кортикотропіну супроводжується постійним підвищенням рівня кортизолу і кортикостерону.
Порушується білковий обмін: внаслідок підвищення рівня кортизолу прискорюються процеси руйнування білків на тлі зниження їх синтезу, прискорюються процеси дессиміляції. Тому порушуються трофічні процеси в м'яких тканинах, кістках і т. д. В крові знижується рівень альбумінів. Прискорення дезамінування ендогенних амінокислот призводить до підвищення виділення азоту з сечею.
Порушення вуглеводного обміну обумовлено відносною недостатністю інсуліну внаслідок підвищення рівня деяких контринсулярних гормонів — кортизолу, глюкагону, соматостатину.
Порушення електролітного обміну обумовлено підвищенням рівня кортизолу і особливо мінералокортикоїда альдостерону: спостерігається затримка натрію в організмі, гіпернатріємія на тлі втрати калію і відповідно гіпокаліємії.

## Клінічні ознаки
- Ожиріння. Спостерігається у 92 % хворих. Відбувається перерозподіл підшкірно-жирової клітковини за диспластичним типом (навіть якщо вага хворого залишається незміненною) — жир накопичується в області обличчя (місяцеподібне обличчя), шиї, тулуба, живота. Нерідко утворюється жировий горбик в області верхніх грудних хребців. На кінцівках підшкірно-жирова тканина редукована.
- Артеріальна гіпертонія. Ранній і стійкий симптом спостерігається у 90 % хворих. Підвищується і систолічний і діастолічний артеріальний тиск. Гіпертонія обумовлена підвищенням рівня реніну і гіпернатріємією. Накопичення натрію в судинній стінці призводить до підвищення її чутливості до ендогенних прессорних речовин. Гіпернатріємія сприяє гіперволемії. Артеріальна гіпертонія супроводжується змінами судин сітківки і нирок — гіпертонічної ангіопатії сітківки і нефросклерозом. Розвивається гіпертрофія міокарда лівого шлуночка.
- Зміна шкіри (стероїдна дерматопатія). Атрофія шкіри обумовлена порушенням синтезу білків і колагену. Шкіра суха. Внаслідок просвічування капілярів через дерму спостерігається виражений судинний малюнок на грудях, кінцівках, ціанотичний відтінок шкіри грудей, спини, обличчя. Часто акроціаноз. Стриї (смуги розтягування) спостерігаються у 80 % хворих, обумовлені швидким відкладенням жиру. Стриї широкі, червоно-фіолетові, локалізовані на грудях, животі, внутрішній поверхні плечей, стегон, в області грудних залоз. Стриї можуть досягати 8-10 см довжини і ширини 2-3 см. Забарвлення їхнє змінюється в різні фази захворювання: при зворотному розвитку ознак хвороби вони стають білуватими.
- Електролітно-стероїдна кардіопатія. Метаболічні і електролітні зрушення, переважання в серцевому м'язі процесів розпаду білка і гіпокаліємія сприяють у хворих швидкому розвитку недостатності кровообігу. Розвивається електролітно-стероїдна кардіопатія, яка веде до структурних пошкоджень міокарда і порушення скоротливої здатності серцевого м'яза. Явища атеросклерозу у хворих порівняно мало виражені. Кардіопатія проявляється тахікардією, аритміями. Швидко розвивається недостатність кровообігу — приєднуються задишка, набряки, збільшення печінки.
- Стероїдна міопатія. Викликана порушенням білкового обміну, дистрофічними змінами м'язів, зменшенням їх маси і вираженими електролітними зрушеннями — зниженням концентрації внутрішньоклітинного калію (так звана стероїдна міопатія). Спостерігається виражена м'язова слабкість, можлива атрофія м'язів, особливо кінцівок.
- Остеопороз. Спостерігається у 80 % хворих. Пізній симптом, вираженість остеопорозу залежить від тяжкості захворювання. Остеопороз проявляється осальгіями, спонтанними компресійними переломами грудних і поперекових хребців, ребер, грудини, кісток черепа. Компресійні переломи хребців можуть виникати навіть при незначному фізичному навантаженні або травми, і нерідко без видимих причин. При виникненні хвороби Кушинга в дитячому віці спостерігається відставання в зростанні, гальмування розвитку епіфізарних хрящів.
- Порушення кальцієвого обміну. Знижується фіксація кальцію в кістковій тканині і абсорбція кальцію у травному тракті. Збільшується виведення кальцію нирками, нерідко розвивається сечокам'яна хвороба, калькульозний пієлонефрит, нефрокальциноз, ХНН.
- Порушення вуглеводного обміну. Порушення толерантності до вуглеводів спостерігається у 50-90 % хворих. Цукровий діабет, викликаний надлишком глюкокортикоїдів, спостерігається у 10-20 % хворих, відрізняється резистентністю до інсуліну, дуже рідкісним проявом кетоацидозу і порівняно легко регулюється дієтою і призначенням бігуанідів.
- Інволюція лімфоїдної тканини. Кортикостероїди пригнічують специфічний імунітет, що призводить до розвитку вторинного імунодефіциту і до утворення трофічних виразок, гнійничкових уражень шкіри, хронічного пієлонефриту, високий ризик приєднання сепсису.
- Порушення статевої функції. Порушення статевої функції спостерігаються у 72 % хворих. Статеві розлади — ранні та постійні симптоми захворювання, обумовлені зниженням гонадотропної функції гіпофізу і підвищенням секреції тестостерону залозами. У жінок спостерігається порушення менструального циклу (опсоменорея, аменорея), пізніше статеве дозрівання, безпліддя. Якщо вагітність виникає, характерна патологічна течія. Спостерігається дрібнокістозне переродження яєчників — зменшення премордіальних фолікулів з розвитком кіст в кортикальному шарі і фіброз строми. Можливі й інші прояви вірилізації: гіпертрихоз, ріст волосся на верхній губі, підборідді, грудях, спині, кінцівках, по білій лінії живота, атрофія молочних залоз, акне, фолікуліт, зрідка спостерігається збільшення клітора. Вираженість вірильного синдрому визначається ступенем збільшення синтезу 17-КС. У чоловіків знижується лібідо, розвивається імпотенція.
- Психоемоційні порушення. Астенодинамічний синдром спостерігається у 97 % хворих, обумовлений підвищеним рівнем кортикотропіну і серотоніну. Спостерігаються виражені зміни з боку нервово-психічної сфери. У хворих з'являються дратівливість, погіршення пам'яті, забудькуватість, зниження інтересу до навколишнього, схильність до депресії. Відзначаються іпохондричні стани. Порушується сон.